# Шипшина (гора)
Шипши́на (336 м) — гора у Винниках (біля Львова). Належить до ландшафту Давидівського пасма, який являє собою невисоке узгір'я. Біля підніжжя Шипшини розташована Цісарська криниця (1826 р.) — цікавий туристичний об'єкт. На горі зростають бук європейський, граб звичайнийі сосна звичайна. На схилах гори розвинуті сірі та темно-сірі лісові ґрунти.
Біля гори розташований ще один туристичний об'єкт — «Стежками Митрополита Шептицького». Через схил гори у 1787 р. зі Львова прокладено Бродську дорогу (цісарську) на Золочів і Броди. Ця дорога і сьогодні з'єднує Винники зі Львовом.

## Світлини

"Стежками Митрополита Шептицького"
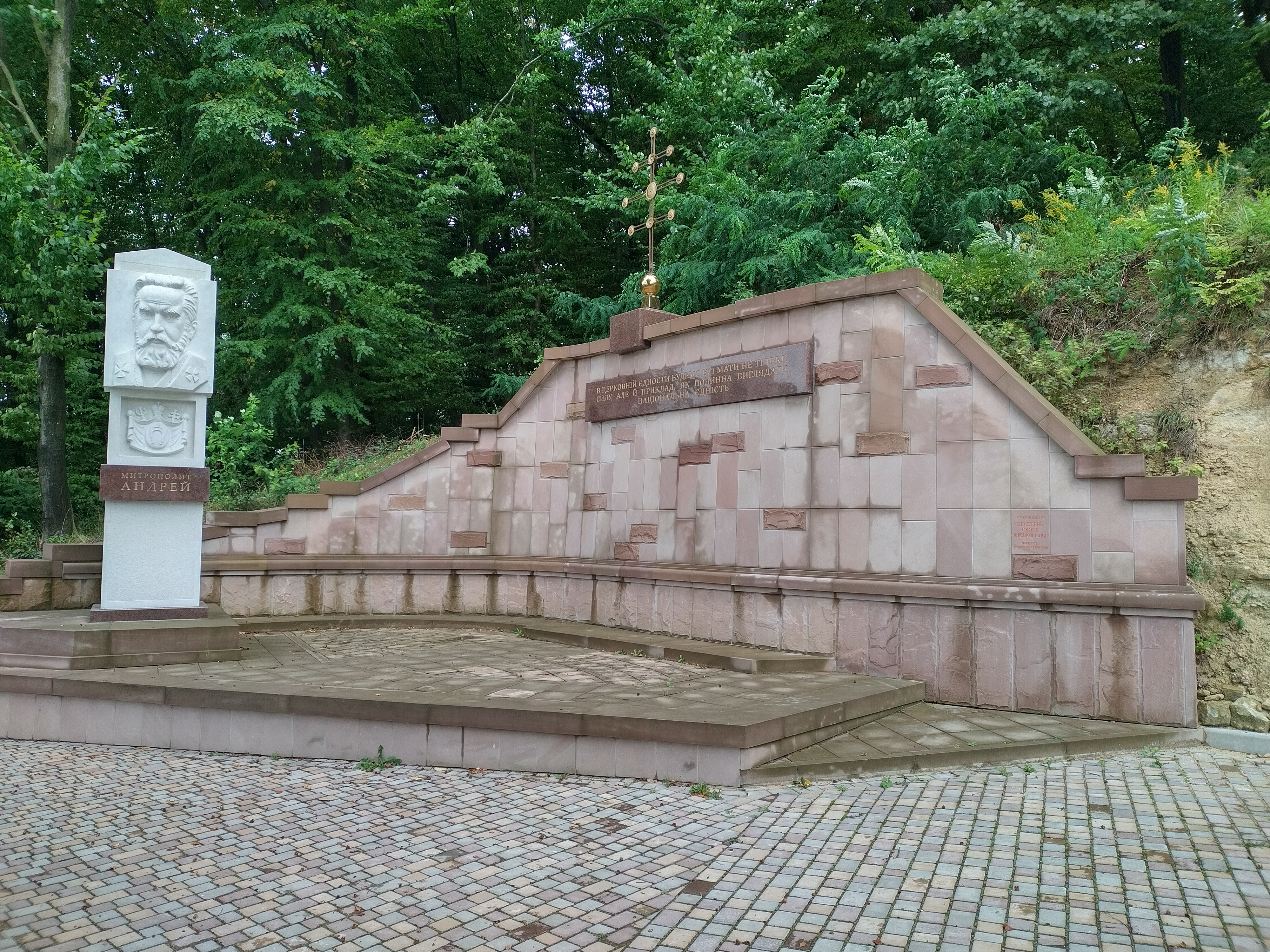
"Велетень Святоюрської гори"
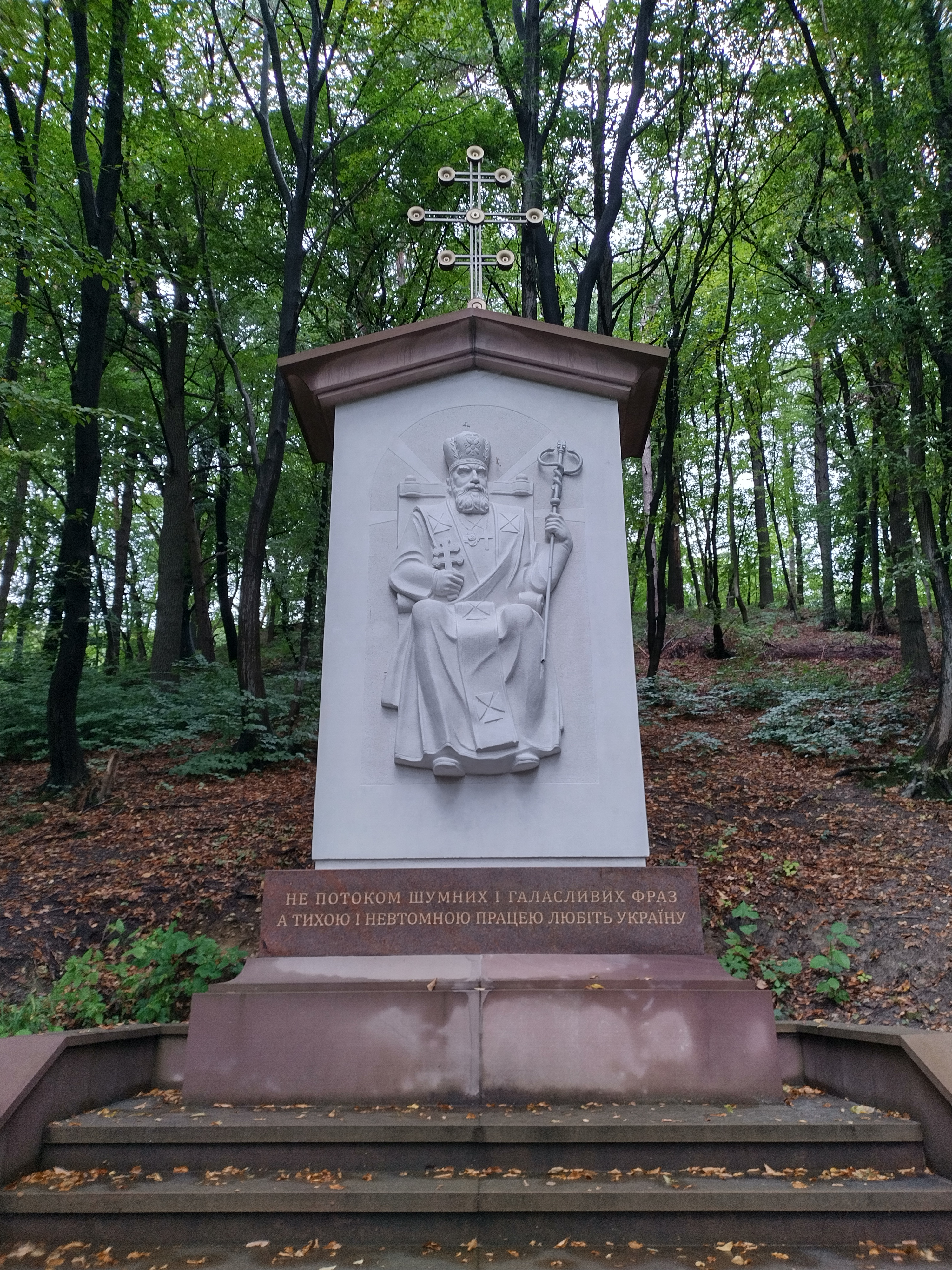
"Пастир українського народу"
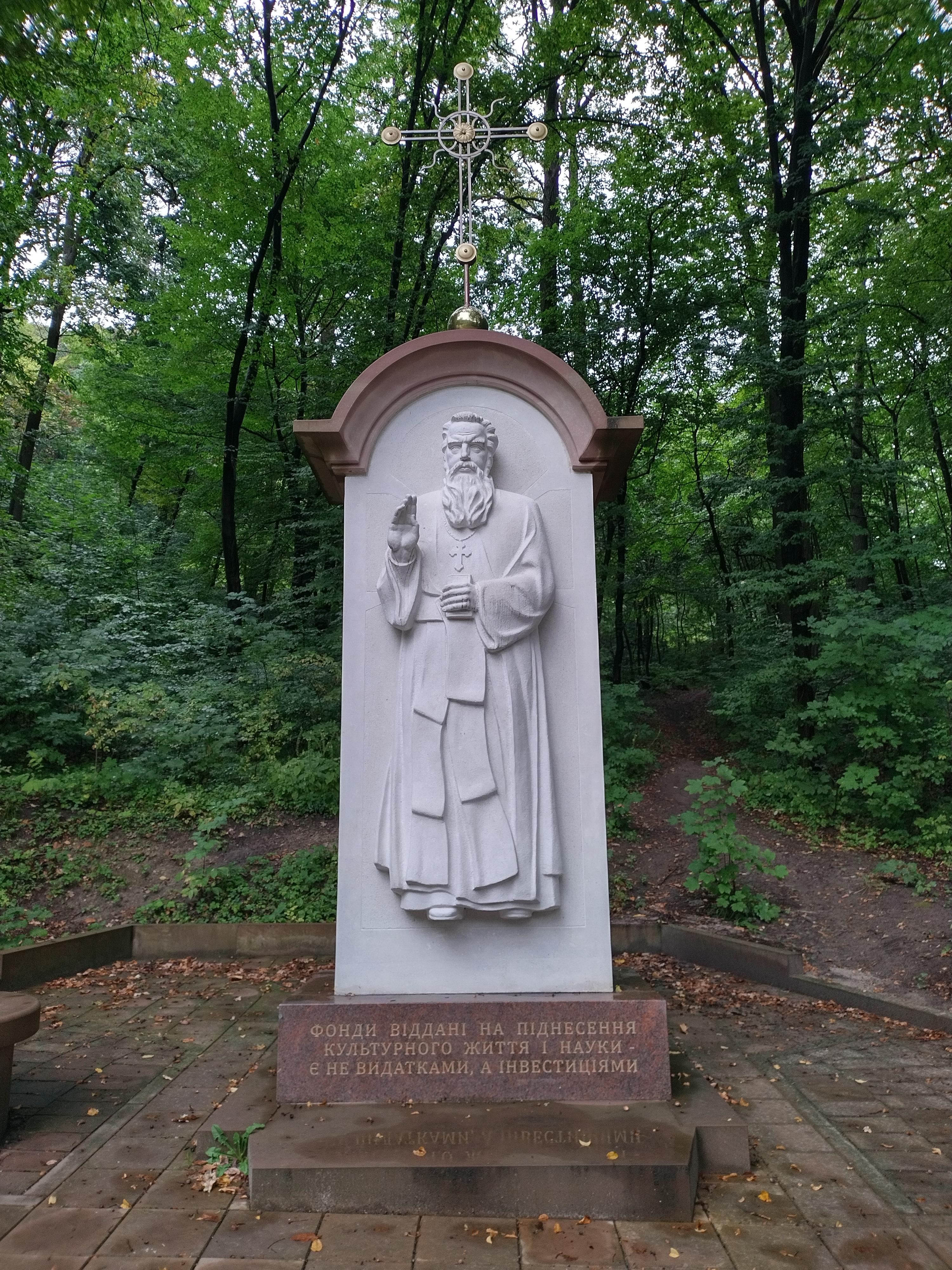
"Великий благодій і меценат українського народу"